# Urnefältskulturens siffersystem
|           | 0  |
| /         | 1  |
| //        | 2  |
| ///       | 3  |
| ////      | 4  |
| \         | 5  |
| /\        | 6  |
| //\       | 7  |
| ///\      | 8  |
| ////\     | 9  |
| \\        | 10 |
| /\\       | 11 |
| //\\      | 12 |
| ///\\     | 13 |
| ////\\    | 14 |
| \\\       | 15 |
| /\\\      | 16 |
| //\\\     | 17 |
| ///\\\    | 18 |
| ////\\\   | 19 |
| \\\\      | 20 |
| /\\\\     | 21 |
| //\\\\    | 22 |
| ///\\\\   | 23 |
| ////\\\\  | 24 |
| \\\\\     | 25 |
| /\\\\\    | 26 |
| //\\\\\   | 27 |
| ///\\\\\  | 28 |
| ////\\\\\ | 29 |

Urnefältskulturens siffersystem är ett siffersystem med talbas fem som kan ha använts inom urnefältskulturen från 1200 f.Kr. och framåt, enligt en tolkning av en serie märkningar som förekommer på skäror av brons hittade i Centraleuropa.

## Förekomst
Depåfynd med stora mängder skäror i brons är kända från början av urnefältskulturens tid (ca 1200 f.Kr.) och framåt. De är vanligast i närheten av floden Saale i Sachsen-Anhalt, där minst 600 skäror har hittats. Det största enskilda depåfyndet, med mer än 250 skäror, gjordes i Frankleben i regionen Merseburg-Querfurt.
I anslutning till en knopp där handtaget skulle fästas har skärorna en karaktäristisk märkning som tillkommit redan i gjutformen. Märkningen består av ett eller flera raka streck som lutar antingen åt höger (/) eller åt vänster (\). Som mest har man sett fyra parallella streck som lutar åt höger och fem som lutar åt vänster. Om de förekommer tillsammans bildar de ett upp- och nedvänt V (////\\\\\). Dessutom finns några mer komplexa tecken.
Denna typ av märkning har nästan enbart påträffats på bronsskäror. I Ruthen har dock en stämpel hittats som kan ha använts för att göra märkningen i gjutformen. Dessutom finns en lerbägare från Coswig, daterad till ca 1200–1000 f.Kr., med samma typ av märkning.

## Siffersystemet
De regelbundet förekommande strecken har tolkats som ett siffersystem med talbas fem, det är alltså kvinärt. Siffrorna skrivs genom att de fyra första tecknen representeras av ett streck som dras från det övre högra hörnet ned till det undre vänstra «/» medan det femte tecknet och framåt skrivs med ett streck från det övre vänstra hörnet ned till det undre högra «\». Om denna tolkning är riktig har siffrorna 1 = / till och med 29 = ////\\\\\ påträffats.

## Tolkningsförslag
Den tyske arkeologen Christoph Sommerfeld har föreslagit att det faktum att endast siffrorna 1–29 påträffats, trots att vilka siffror som helst kan återges med systemet, skulle kunna innebära att de har en koppling till måncykelns  29,5 dagar. Kulturer som använder sig av en månkalender måste välja mellan 29 eller 30 dagar för sin kalender och sedan på något sätt korrigera den årliga skillnaden. Varje siffra skulle då representera en dag i månkalendern.

## Andra symboler
På skärorna finns även andra, mer komplexa symboler. Vissa av dem förekommer på skärans bas, andra i dess böj. Tolkningen av dessa symboler är oklar.
| 56 | 57 | 55 | 53 | 52 | 54 | 44 | ● 58    |
| 66 | 67 |    | 63 | 62 | 64 |    | ●● 68   |
| 76 | 77 |    | 73 | 72 | 74 |    | ●●● 78  |
| 86 | 87 | 85 |    | 82 | 84 |    | ●●●● 88 |

Det finns också fler symboler som inte kan föras till någon grupp:
| 16 | 22 | 25 | 26 | 33 | 36 | 42 | 43 | 69 |

Tecken för 22, 25, 33, 36, 43 och 69 och tecken för 24, 52, 53, 54, 56, 62, 63, 64, 66, 73, 74, 84 och 86 finns på skärans bas. Siffrorna 16, 26 och 42 och siffrorna 44, 52, 54, 55, 57, 58, 62, 64, 67, 68, 72, 74, 77, 78, 82, 84, 85, 87 och 88 finns på skärans böj. Tecknen 52, 54, 62, 64, 74 och 84 finns på båda ställerna.